# Maja spinigera
Maja spinigera is een krabbensoort uit de familie van de Majidae. De wetenschappelijke naam van de soort is voor het eerst geldig gepubliceerd in 1837 door De Haan.